# ES Ben Aknoun
Der Étoile Sportive de Ben Aknoun (arabisch النجم الرياضي لبن عكنون), auch bekannt als ES Ben Aknoun oder ESBA, ist ein algerischer Fußballverein aus Ben Aknoun in der Provinz Algier. Ab der Saison 2024/25 spielt der Verein in der zweiten Liga, der Algerian Ligue 2.

## Erfolge
- Algerian Ligue 2: 2022/23 (Gr. Centre-West)  ▲

## Stadion
Der Verein trägt seine Heimspiele im Stade Ben Aknoun in Ben Aknoun aus. Das Stadion hat ein Fassungsvermögen von 5000 Personen.

## Trainer
| Trainer           | Nation              | von              | bis             |
| ----------------- | ------------------- | ---------------- | --------------- |
| Amokrane Oualiken | Algerien Frankreich | 1. Juli 1969     | 30. Juni 1970   |
| Abdenour Bousbia  | Algerien            | 31. August 2022  | 8. Oktober 2023 |
| Billel Dziri      | Japan               | 15. Oktober 2023 |                 |